# Eneko Capilla González
Eneko Capilla González (nascut el 13 de juny de 1995) és un futbolista professional basc que juga com a lateral esquerre al club de la Superlliga grega Asteras Tripolis FC.

## Carrera de club
Nascut a Sant Sebastià, Guipúscoa, Capilla es va incorporar a la formació juvenil de la Reial Societat l'any 2010, als 15 anys, després de començar a l'Antiguoko. Quan encara era júnior, va debutar com a sènior amb el filial el 10 de novembre de 2012, entrant com a substitut a la segona part en un empat 2-2 a casa contra la SD Logroñés a Segona Divisió B.
El 27 de novembre de 2013, Capilla va ser convocat per entrenar amb la primera plantilla. Va ascendir a l'equip B el 23 de juny de 2014, i va renovar el seu contracte l'1 d'octubre de 2014 fins al 2020.
Capilla va debutar amb el primer equip i la Lliga l'1 de maig de 2015, substituint Carlos Vela en els últims minuts de la victòria a casa per 3-0 contra el Llevant UE. El 17 de juliol de l'any següent va ser cedit per un any al CD Numància de Segona Divisió.
El 15 d'agost de 2018, Capilla es va incorporar a Cultural i Deportiva Leonesa amb un contracte de préstec per una temporada. El 12 de juliol de l'any següent, en tornar del préstec, es va traslladar a l'estranger després de ser traslladat al club grec Asteras Tripolis FC.

## Vida personal
El germà gran de Capilla, Asier, també era futbolista. Jugava de porter, i també es va formar al planter de la Reial Societat.